# Josephine Skriver
Josephine Skriver-Karlsen (Copenhaguen, Dinamarca; 14 d'abril de 1993) és una model danesa coneguda pel fet de ser un àngel de Victoria's Secret des de 2016. Ha treballat per a les marques més importants del món com ara Balmain, Versace, Fendi, entre d'altres i ha aparegut en revistes com Vanity Fair, Elle, Harper's Bazaar i Vogue.

## Biografia
La seva mare és analista de TI i el seu pare és biòleg marí. Els seus pares són tots dos homosexuals i ella i el seu germà menor, Oliver, van ser concebuts a través de fecundació in vitro.

### Carrera
A l'edat de 15 anys, Skriver va ser descoberta i se li va parlar sobre el seu potencial com a model mentre viatjava a Nova York amb el seu equip de futbol. Poc temps després, va signar amb Unique Models, una agència internacional de models amb seu a Copenhaguen. Va ser contactada per altres agències fora de Dinamarca, però va decidir esperar mentre era a l'escola. Després d'acabar l'escola, va començar a seguir una carrera de model el 2011.
La temporada de debut de Skriver va ser a la tardor/hivern de 2011, durant la qual va obrir per a Alberta Ferretti i va tancar per a Prada. Aquesta temporada, també va treballar per a molts altres dissenyadors prominents, com Calvin Klein, Gucci, Dolce & Gabbana, Givenchy, Yves Saint-Laurent, Valentino, Alexander McQueen, Balenciaga, DKNY i Christian Dior.
Des de llavors ha fet més de 300 desfilades de moda, entre elles amb Chanel, Oscar de la Renda, D&G, Donna Karan, Giorgio Armani, Marc Jacobs, Diane von Furstenberg, Michael Kors , Ralph Lauren, Versace, Tommy Hilfiger, Elie Saab Vera Wang, Balmain, Badgley Mischka, Céline, Christopher Kane, Giambattista Valli, Louis Vuitton, Jil Sander, Nina Ricci, Rotxes, Roland Mouret, Max Mara, Phillip Lim, Carolina Herrera, Mugler, Zac Posen, Cushnie et Och Victoria's Secret, IRFE, Guy Laroche, Roberto Cavalli, Emilio Pucci, Trussardi, Emporio Armani, Ports 1961, Alberta Ferretti, Dsquared2, Tom Ford, Barbara Casasola, Matthew Williamson, L'Wren Scott, Jeremy Scott, Monique Lhuillier, Jason Wu, Lanvin, John Rocha, Temperley London, Erdem, Clements Ribeiro, Dennis Basso, Reem Acra, Ralph Rucci, Richard Chai, Akris, Valentin Yudashkin, Hussein Chalayan, Bottega Veneta, Alex Beckham, Chloé, Paco Rabanne, Giambattista Valli, Cacharel, John Galliano, Vanessa Bruno, Moschino, Derek Lam, Joseph Altuzarra, Richard Nicoll, Reed Krakoff, Rodarte, Doo-Ri Chung, Peter Som, Fendi, Giles, Jaeger, Azzedine Alaïa, Stella McCartney, i molts més.
Al llarg de la seva carrera, ha realitzat campanyes publicitàries per a marques com ara H&M, Dior, Gucci, Bulgari, DKNY, Michael Kors, Balmain, MAC Cosmetics, Armani Exchange, Karen Millen, Max Mara, TOPTEN, Tommy Hilfiger, Yves Saint Laurent Beauty, Caleres, Tom Ford, Shu Uemura, Andrew Marc, G-Shock, Victoria's Secret i ella ha aparegut a la portada d'editorials de nombroses revistes com Marie Claire, Vanity Fair, V Magazine, Interview, L'Officiel, Vs., W, Allure, i les versions italiana, alemanya, russa, xinesa, japonesa, australiana, brasilera, espanyola i nord-americana de la revista Vogue, així com les versions en danès, italià, brasiler, suec, francès d'Elle i les versions britànica, polonesa, mexicana, àrab i nord-americà deHarper's Bazaar, i més.
El 2017 va posar cara a la fragància de Versace.
Ha treballat amb Mario Testino per a Michael Kors, Steven Meisel per a Vogue Itàlia, Tim Walker per a American Vogue, Greg Kadel per a la revista en alemany de Vogue, Terry Richardson per a H&M i Patrick Demarchelier per a Dior.
Skriver ha aparegut en catàlegs i anuncis de Victoria's Secret i ha modelat a la desfilada de modes de Victoria's Secret cada any consecutiu des del 2013. Al febrer de 2016, es va anunciar que Skriver era oficialment una de les àngels contractades de la marca.

## Vida personal
Va començar a tenir una relació amb el cantant nord-americà Alexander DeLeon el 2013. Es van comprometre el 2019. El seu casament estava planejat per a 2020, però a causa de la pandèmia per COVID-19 es va haver de posposar. Finalment, es van casar el 8 d'abril de 2022 en una cerimònia íntima al Cap San Lucas, Mèxic.

## Defensa LGBT
Skriver ha parlat moltes vegades amb franquesa sobre els drets LGBT i parla obertament sobre la seva pròpia educació, ja que els seus pares són membres de la comunitat LGBT. El 2015, Skriver va esdevenir ambaixadora de celebritats per al Family Equality Council i el seu programa Outspoken Generation, l'objectiu del qual és crear consciència sobre les famílies LGBTQ.
Skriver ha dit que el seu objectiu final és que la seva història "aviat deixi de ser tan interessant, perquè això significaria que la societat ha acceptat que els pares LGBT siguin tan tradicionals i normals com qualsevol altra manera de tenir una família".